# La Faurie
La Faurie é uma comuna francesa na região administrativa da Provença-Alpes-Costa Azul, no departamento de Altos-Alpes. Estende-se por uma área de 31,44 km². Em 2010 a comuna tinha 330 habitantes (densidade: 10,5 hab./km²).